# Mitracarpus linearis
Mitracarpus linearis är en måreväxtart som beskrevs av George Bentham. Mitracarpus linearis ingår i släktet Mitracarpus och familjen måreväxter. Inga underarter finns listade i Catalogue of Life.